# Alan MacDonald
Alan MacDonald (ur. 1958 w Watford) – brytyjski pisarz, znany głównie jako autor książek z serii Sławy z krypty. Oprócz tego napisał m.in. Dirty Berty, The Sign of the Angel, Beware of the Bears oraz Pig in a Wig. Występuje w programach telewizyjnych dla dzieci, m.in. Tweenies, Horrid Henry i Fimbles. Obecnie mieszka w Nottingham w Anglii.